# Moi j'ai pas
Moi j'ai pas est une chanson du rappeur Soprano sortie en tant que single et en clip le 14 juin 2006 extrait de l'album Puisqu'il faut vivre. Selon la presse, il est le premier succès solo de Soprano, après son émancipation du groupe les Psy 4 de la rime.

## Analyse
Au travers son single, Soprano fait une anaphore de tout ce qu'il ne possède pas, souvent sur un ton ironique. Il se compare à différentes personnalités : des chanteurs, des sportifs, des humoristes, des animateurs de télévision, des hommes politiques ou encore des dictateurs.
Le premier couplet s'attache surtout à parler des personnalités du rap qu'admire Soprano, tandis que le second couplet est plus divers, parlant de sportifs, de chanteurs hors du rap et d'homme politiques. Il évoque notamment les Black Panthers et Nelson Mandela. Par ailleurs, on peut imaginer que le titre et le style anaphorique est une référence au titre de Nina Simone, “Ain’t got no”[réf. nécessaire].
Les références sont pour la plupart en forme d'hommages, mais elles sont aussi parfois polémiques, par exemple « Moi j'ai pas la dalle d'un Éthiopien devant le salaire de Beckham », « Moi j'ai pas l'acharnement qu'a connu Dieudonné », ou encore « Moi j'ai pas du sang sur les mains comme Ariel (Sharon) ».
À noter également un passage censuré[Par qui ?], « Moi j'ai pas trahi Ali », faisant référence à Booba, parlant de sa séparation avec Ali, avec qui il formait le duo Lunatic[réf. nécessaire]. 

### Personnalités citées
Par ordre d'apparition sur le single :
- Akhenaton
- Oxmo Puccino
- Double H
- 50 Cent
- Beyoncé
- Jay-Z
- JoeyStarr
- Kool Shen
- Dr. Dre
- Missy Elliott
- Diam's
- Sinik
- Tandem
- Kery James
- Médine
- Ali
- Tiken Jah Fakoly
- Corneille
- Mohamed Ali
- André 3000
- Eminem
- Marc Dutroux
- R. Kelly
- Tragédie
- Justin Timberlake
- Matt Pokora
- Le Rat Luciano
- Snoop Dogg
- DMX
- Ahmed Chah Massoud
- Malcolm X
- The Notorious B.I.G.
- Tupac Shakur
- Black Panthers
- 2pac
- Busta Rhymes
- Wallen
- Kayna Samet
- Oussama ben Laden
- Kurt Cobain
- Claude François
- Nelson Mandela
- Yannick Noah
- Diego Maradona
- Ladji Doucouré
- Dieudonné
- Adolf Hitler
- Tony Blair
- David Beckham
- Marc-Olivier Fogiel
- Ariel Sharon
- Zazie
- Nicolas Sarkozy
- Christophe Dechavanne
- Jamel Debbouze
- Zinédine Zidane

## Classement
| Classement (2006) | Meilleure position |
| ----------------- | ------------------ |
| France (SNEP)     | 28                 |